# Ger (Mancha)
 Ger  es una población y comuna francesa, situada en la región de Baja Normandía, departamento de Mancha, en el distrito de Avranches y cantón de Barenton.

## Demografía
| 1342 | 1245 | 1109 | 1075 | 1041 | 947 |
| Para los censos de 1962 a 1999 la población legal corresponde a la población sin duplicidades (Fuente: INSEE [Consultar]) |      |      |      |      |     |

## Lugares y monumentos
- Museo Regional de Cerámica.